# Ramón Heredia
Ramón Armando Heredia Ruarte (Córdoba, 1951. február 26. – ) argentin válogatott labdarúgó. 

## Pályafutása

### Klubcsapatban
Pályafutását 1969-ben a San Lorenzo csapatában kezdte, melynek tagjaként 1972-ben argentin bajnoki címet szerzett. 1973-ban az Atlético Madrid szerződtette. Új csapatával bejutott az 1974-es bajnokcsapatok Európa-kupájának döntőjébe, ahol 5–1-es összesítéssel alulmaradtak a Bayern Münchennel szemben. 1976-ban spanyol kupát, 1977-ben spanyol bajnoki címet szerzett az Atlético játékosaként. Ezt követően a Paris Saint-Germain csapatához igazolt, ahol 1977 és 1979 között játszott.

### A válogatottban
1970 és 1975 között 30 alkalommal szerepelt az argentin válogatottban és 2 gólt szerzett. Részt vett az 1974-es világbajnokságon. A Lengyelország elleni csoportmérkőzésen ő szerezte az argentinok első gólját.

### Edzőként
1992-ben a Toledo, majd 1993-ban két alkalommal irányította edzőként az Atlético Madrid csapatát. Az 1994–95-ös szezonban a Cádiz vezetőedzője volt.

## Sikerei, díjai
San Lorenzo
- Argentin bajnok (1): 1972 (Metropolitano)

Atlético Madrid
- BEK-döntős (1): 1973–74
- Spanyol bajnok (1): 1976–77
- Spanyol kupa (1): 1975–76
- Interkontinentális kupa győztes (1): 1974

## Külső hivatkozások
- Ramón Heredia – a FIFA adatbázisában
- Ramón Heredia adatlapja a National-Football-Teams.com oldalon (angolul)

- Ramón Heredia (angol nyelven). FootballDatabase.eu